# 53-as főút (Magyarország)
Az 53-as főút egy 89 kilométer hosszú kétszámjegyű főút Bács-Kiskun vármegye területén. Soltot, illetve az 52-es főutat köti össze Kiskunhalason át a déli (szerb) országhatárral.

## Települések az út mentén
- Solt
- Dunatetétlen
- Akasztó
- Kiskőrös
- Soltvadkert (elkerült település, közös szakasz az 54-es főúttal)
- Pirtó
- Kiskunhalas
- Kisszállás (találkozás az 55-ös főúttal)
- Tompa.

## Története
1934-ben a kereskedelem- és közlekedésügyi miniszter 70 846/1934. számú rendelete másodrendű főúttá nyilvánította, lényegében a maival teljesen megegyező nyomvonalon és azonos útszámozással. A döntés annak ellenére született meg, hogy (a rendelet alapján 1937-ben kiadott közlekedési térkép tanúsága szerint) akkor még hosszabb szakaszai kiépítetlenek voltak, Pirtó-Kiskunhalas közt és a várostól délre is.
A második világháború idején, az első és második bécsi döntések utáni időszakban szükségessé vált a meghosszabbítása a jelentős kiterjedésű délvidéki területeken, legalábbis Szabadkáig.
2024. december 16-án került átadásra a főút Soltvadkertet elkerülő szakasza, ezzel együtt az 54-es főút is új nyomvonalra került.